# Norwegian International 1955
Die Norwegian International 1955 fanden vom 12. bis zum 13. November 1955 in Oslo statt. Es war die zweite Austragung dieser internationalen Titelkämpfe von Norwegen im Badminton, wobei nur die reinen Herrenwettbewerbe ausgetragen wurden.

## Finalergebnisse
| Disziplin    | Sieger                                 | Finalist                     | Ergebnis          |
| ------------ | -------------------------------------- | ---------------------------- | ----------------- |
| Herreneinzel | Finn Kobberø                           | Leif Ekedahl                 | 15–8, 15–6        |
| Dameneinzel  | nicht ausgetragen                      | nicht ausgetragen            | nicht ausgetragen |
| Herrendoppel | Finn Kobberø Jørgen Hammergaard Hansen | Leif Ekedahl Berndt Dahlberg | 15–11, 15–7       |
| Damendoppel  | nicht ausgetragen                      | nicht ausgetragen            | nicht ausgetragen |
| Mixed        | nicht ausgetragen                      | nicht ausgetragen            | nicht ausgetragen |